# معيار فشل كريستنسن
لطالما مَثَّلَ معيار الفشل للمواد موحدة الخواص مشكلةً طويلة الأمد، وعلى الرغم من المحاولات التاريخية الكثيرة، لم يكن هناك أي شكلٍ من أشكال النجاح العام الذي يوسع المدى من المواد المطيلية (اللدنة) إلى المواد الهشة، وقد وُضِعَ معيار فشل كريستنسن (Christensen failure criterion) كمحاولةٍ لمعالجة هذا الأمر، وتتكون نظرية الفشل المادي الموحد الخواص التي وضعها «كريستينسن» من خاصيتين مميزتين تحددهما مقاومة الشد الأحادي المحور ومقاومة الانضغاط T {\displaystyle \left(\sigma _{T}\right)} and C {\displaystyle \left(\sigma _{C}\right)}. ويقوم هذا المعيار على سلسةٍ من سبع دراساتٍ من دورية الأرشيف، حيث تم نشر أولها في عام 1997، وقد تم إنشاء الموقع الإلكتروني الذي يتحدث عن هذا الأمر بقدرٍ من التفصيل في عام 2007، وقد كان أول من استخدمه هو موقع "eFunda" (أساسيات الهندسة) في عام 2008.
ويتكون معيار الفشل الكلي من معيارين ثانويين منفصلين يمثلان آليات الفشل التنافسية، فعندما تعبر عنه في مكونات الإجهاد الرئيسة تحدده ما يلي:
معيار فشل الثوابت المتعددة الحدود
وذلك لــ {\displaystyle 0\leq {\frac {T}{C}}\leq 1}

| {\displaystyle \left({\frac {1}{T}}-{\frac {1}{C}}\right)\left(\sigma _{1}+\sigma _{2}+\sigma _{3}\right)+{\frac {1}{2TC}}\left[\left(\sigma _{1}-\sigma _{2}\right)^{2}+\left(\sigma _{2}-\sigma _{3}\right)^{2}+\left(\sigma _{3}-\sigma _{1}\right)^{2}\right]\leq 1} | \| \| \| \| \| \| \| \| | (1) |
| |                         |     |
| |                         |     |
معيار الانكسار المتناسق
وذلك لــ {\displaystyle 0\leq {\frac {T}{C}}\leq {\frac {1}{2}}}

| {\displaystyle {\begin{array}{lcl}\sigma _{1}&\leq &T\\\sigma _{2}&\leq &T\\\sigma _{3}&\leq &T\end{array}}} | \| \| \| \| \| \| \| \| | (2) |
| |                         |     |
| |                         |     |
الشكل الهندسي لـ هو صورةٌ قطعية في فضاء الإجهاد الرئيسي، ويقوم معيار الانهيار (ينطبق فقط على مدى جزئي 0 ≤ T/C ≤ 1/2) بقطع شرائحٍ من القطع المكافئ، وترك ثلاثة أسطحٍ بيضاوية الشكل ومسطحة عليها. ويكون قطع الانكسار صغيرًا جدًا عندما تكون T/C=1/2 ولكنه يزداد تدريجيًا عندما تتلاشي T/C.
المبدأ المنظم الذي تقوم عليه النظرية هو أن كل المواد موحدة الخواص تقبل بنظام تصنيفٍ متميز قائمٍ على نسبة T/C الخاصة بهم، وينخفض معيار الفشل الشامل وإلى معيار ميسيز عند حد التقصف (المرونة)، T/C = 1، وعند حد المطيلية (الهشاشة)، T/C = 0، ينخفض إلى شكلٍ لا يمكنه أن يتحمل معه أي قابلية للشد بالضغط.
وقد تم فحص العديد من حالات التحقق على نطاقٍ كامل من المواد بدايةً من الأكثر مرونة حتي الأكثر هشاشة، وقد أُعطيت أمثلةٌ على هذه التطبيقات، وقد تم اشتقاق وتفسير معيار متصل مميز لسلوكيات الفشل للمواد القصفة (المرنة) عن المطيلية (الهشة).
وقد قام «ها» (Ha) بعمل تطبيقاتٍ، على فشل المواد موحدة الخواص، ومرحلة البوليمر المصفوف في ألياف المواد المركبة.